# Capitalism: A Love Story
Capitalism: A Love Story è un film documentario del 2009 scritto, prodotto e diretto da Michael Moore, presentato in concorso alla 66ª Mostra internazionale d'arte cinematografica di Venezia.

## Trama
Successivo a Sicko, il film si concentra sulla crisi finanziaria mondiale scoppiata nel 2008 negli Stati Uniti d'America per colpa dei mutui subprime ponendosi come un atto di accusa nei confronti dell'attuale sistema economico statunitense e del capitalismo stesso.
La critica al sistema capitalistico passa attraverso la trattazione di diverse realtà e tematiche fortemente radicate all'interno del sistema statunitense: la “mentalità da casinò” che regna a Wall Street e mette a rischio l'intero sistema bancario, le prigioni a gestione privata, il sistema immobiliare, l'enorme influenza esercitata al colosso bancario Goldman Sachs sulle decisioni del governo, la disparità sociale, i bassissimi salari percepiti da un enorme numero di operai, le cosiddette “assicurazioni sul contadino morto”, e le conseguenze dell'iniqua distribuzione del benessere sociale.
All'interno del film viene trattata anche la componente religiosa, in relazione alla quale Moore si propone di esaminare se il capitalismo si collochi nell'ottica cristiana ed evangelica come un vero e proprio peccato, nell'intento di mettere in luce la contraddizione alla base del sistema capitalistico stesso, supportato in larga parte da partiti fortemente legati alla religione.

## Produzione e distribuzione
La produzione, pubblicizzazione e distribuzione del film ha richiesto un budget di 20 milioni di dollari, mentre gli introiti si sono attestati a circa 23-24 milioni di dollari, di cui quasi 5 dal mercato domestico, mentre nei cinema americani ha ricevuto soli 14 milioni di dollari.
Il film è stato distribuito nelle sale cinematografiche italiane il 30 ottobre 2009.

## Premi e riconoscimenti
Alla 66ª Mostra internazionale d'arte cinematografica di Venezia, il documentario “Capitalism: A Love Story” ha vinto il Leoncino d'Oro Agiscuola per il Cinema e il premio Open 2009.
Il documentario è stato inoltre nominato per il Leone d'Oro, premio assegnato invece a Lebanon di Samuel Maoz.

## Colonna sonora
1. “Moving On” - parole e musica di Nick Cave e Warren Ellis, dall'OST de L'assassinio di Jesse James per mano del codardo Robert Ford - 2:32
2. "The Only Moment We Were Alone” - Explosions In The Sky, dall'album The Earth Is Not a Cold Dead Place - 10:14
3. “Louie Louie”, brano originale scritto da Richard Berry, cover del 1993 di Iggy Pop, dall'album American Caesar - 3:47
4. “Il Bidone” - Nino Rota, dall'OST del film Il Bidone - 3:16
5. “Vertigo Prelude and Rooftop” - composta da Bernard Herrman, dalla colonna sonora originale del film La donna che visse due volte - 4:38
6. “Love Theme From The Godfather” - Nino Rota, dalla colonna sonora originale del film Il Padrino - 2:41
7. “The Final Interview” - Hans Zimmer, dall'OST del film Frost/Nixon - Il Duello (2008) - 2:19
8. “Watergate” - Hans Zimmer, dall'OST del film Frost/Nixon - Il Duello (2008) - 4:28
9. “Status” - Hans Zimmer, dall'OST del film Frost/Nixon - Il Duello (2008) - 4:04
10. “Pardon The Phlebitis”, - Hans Zimmer, dall'OST del film Frost/Nixon - Il Duello (2008) - 1:41
11. ”Sing, Sing, Sing (With a Swing)” - Brano scritto da Louis Prima e suonato da James Horner, dalla colonna sonora originale del film Swing Kids - 5:05
12. "Blues In C Minor” - Gregg August, Ben Waltzer, Rudy Royston, and Christos Rafalides - 8:01
13. “II. Molto Vivace - Presto” - Dalla Sinfonia No. 9 In D Minore Op. 125, Corale, Ludwig van Beethoven, versione eseguita dalla London Classical Players diretta da Roger Norrington
14. “III. Adagio Molto E Cantabile” - Dalla Sinfonia No. 9 In D Minore Op. 125, Corale, Ludwig van Beethoven, versione eseguita dalla London Classical Players diretta da Roger Norrington - 19:30
15. “O Fortuna” - Carmina Burana, scritto da Carl Orff, versione eseguita dalla Slovak Philharmonic Orchestra
16. “Zambesi” - scritta da Anton de Wall e Nico Carstens, eseguita da Lou Busch and His Orchestra- 2:45
17. “Bobby's Bach” - Bob Golden
18. "Bob's Love Hang” - scritta e prodotta da Bob Golden
19. “One Set All” - scritta da Patrick Doyle, eseguita dalla London Symphony Orchestra, diretta da James Shearman
20. “Sleuth” - scritta da Patrick Doyle, eseguita dalla London Symphony Orchestra, diretta da James Shearman
21. “Mars, the Bringer of War”, da “I Pianeti” op. 32 (The Planets), Gustav Holst, eseguita dalla Royal Scottish National Orchestra
22. “Two Figures By A Fountain” - dall'OST di Espiazione (2007), Dario Marianelli - 1:17
23. “National Anthem Of The Soviet Union” - Anatoli Aleksandrov, eseguita dal The Red Army Chorus.
24. “Score", Robert Miller, dall'OST di Trumbo (2007)
25. “Sheriff #2”, Bob Golden e James Maddock
26. “Bobby's Revolt”, Bob Golden e James Maddock
27. “Gassenhauer (Street Song)”, scritta da Carl Orff e Gunild Keetman, eseguita da The Karl Peinkofer Percussion Ensemble - 2:36
28. “The Last Rose Of Summer” - Deanna Durbin - 2:27
29. “Music For A Found Harmonium” - Penguin Cafè Orchestra, dall'album Preludes, Airs & Yodels - 2:57
30. “L'Internationale” - composta da Pierre de Geyter, arrangiamento di Bob Golden and Jon Dryden, eseguita da Tony Babino - 2:26
31. “Jesus Christ” - Woody Guthrie, 2:41